# Герб Даниловского района (Ярославская область)
Герб Даниловского района Ярославской области.

## Описание герба
«Щит дважды скошен слева; первая часть трижды пересечена и однократно скошена серебром и зеленью; вторая — серебряная, и в ней выходящий и восстающий чёрный медведь, держащий левой лапой на левом же плече золотую секиру лезвием вверх; третья трижды пересечена и однократно скошена зеленью и серебром».
Герб Даниловского муниципального района в соответствии с Методическими рекомендациями по разработке и использованию официальных символов муниципальных образований (Раздел 2, Глава VIII, п.п. 45-46), утверждёнными геральдическим Советом при Президенте Российской Федерации 28 июня 2006 года может воспроизводиться со статусной короной установленного образца.

## Обоснование символики
Герб Даниловского муниципального района разработан на основе исторического герба города Данилова Ярославского наместничества, Высочайше утверждённого 31 августа 1778 года (по старому стилю). Подлинное описание исторического герба гласит: «Щитъ разрезанъ вкось пополамъ, а выходящій изъ поля шахматнаго, въ серебряное съ зеленымъ поле, медведь, доказывает, что городъ сей принадлежитъ къ Ярославскому Наместничеству».
Использование фигур и геральдических приемов из городского герба символизирует историческое и территориальное единство города Данилова и окружающих его территорий.
Медведь — символ благородства, силы, величия, царственности. Медведь — рачительный и заботливый хозяин.
Поле, состоящее из зеленых и серебряных частей — аллегория полей и лугов раскинувшихся на Даниловской земле. Сельское хозяйство — традиционное занятие для местных жителей и является одной из основ экономики муниципального района.
Золото — символ урожая, богатства, стабильности, уважения и интеллекта.
Серебро — символ чистоты, совершенства, мира и взаимопонимания.
Зеленый цвет — символ природы, здоровья, молодости, жизненного роста.
Черный цвет — символ мудрости, скромности, вечности бытия.
Герб разработан при содействии Союза геральдистов России. Авторская группа:идея герба — Константин Моченов (Химки), Михаил Медведев (Санкт-Петербург); художник и компьютерный дизайн — Галина Русанова (Москва), Оксана Афанасьева (Москва); обоснование символики — Кирилл Переходенко (Конаково).
Герб утвержден решением № 22 Земского собрания Даниловского муниципального района от 5 марта 2009 года.
Герб внесен в Государственный геральдический регистр Российской Федерации под № 4835